# Sırtköy
Sırtköy ist ein Dorf im Landkreis Manavgat an der Südküste der Türkei. Es liegt 30 km nördlich der Kreisstadt Manavgat. Die Einwohnerzahl beträgt 274 (Stand: 2022). Unweit der Ortschaft liegen die Ruinen der antiken Ortschaft Etenna.